# Auermetaal

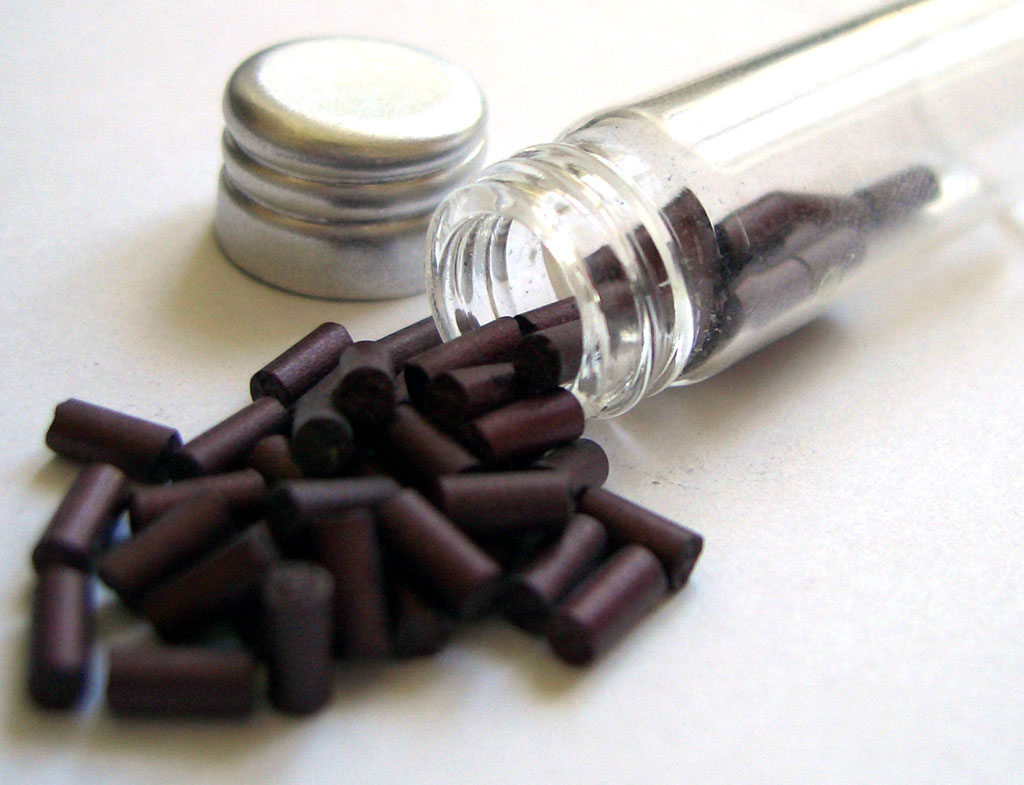
Vuursteentjes

Auermetaal is een pyrofore legering van ijzer en cerium die wordt gebruikt als vuursteentje van aanstekers.
Het metaal is vernoemd naar uitvinder Carl Auer von Welsbach, die deze legering in 1909 uitvond. Meestal zijn er ook enkele zeldzame aarden in auermetaal verwerkt om deze brosser te maken. Een voorbeeld hiervan is lanthaan. Een mengsel van zeldzame aarden noemt men een mischmetaal.